# George Osborne
Pour les articles homonymes, voir Osborne.
George Gideon Oliver Osborne, né le 23 mai 1971 à Paddington (Londres), est un homme politique britannique, membre du Parti conservateur.
Parlementaire de 2001 à 2017 et chancelier de l'Échiquier de 2010 à 2016 sous la direction de David Cameron, il est, à 38 ans, le plus jeune titulaire du poste depuis 1886. En 2015, il acquiert le titre honorifique de Premier secrétaire d'État, mais le perd l'année suivante, à la suite du référendum sur l'appartenance du Royaume-Uni à l'Union européenne et de la démission du gouvernement Cameron II.

## Biographie
Descendant d'une famille de l'aristocratie anglo-irlandaise, il est l'héritier apparent du titre de baronnet de la famille Osborne et diplômé en histoire moderne du Magdalen College de l'université d'Oxford. Là-bas, il fut également membre du très fermé, et aussi controversé Bullingdon club. Son père, Sir Peter Osborne, est fondateur d'Osborne & Little, société de papiers peints de luxe.
Il commença à travailler au National Health Service avec pour mission de recenser les décès survenus à Londres, après quoi il fut engagé au siège du Parti conservateur, ayant échoué à poursuivre une carrière de journaliste.
En 1995, Osborne devint conseiller spécial de Douglas Hogg, ministre de l'Agriculture, de la Pêche et de l'Alimentation, et conseiller au département politique du bureau du Premier ministre. Après la défaite des conservateurs aux élections de 1997, il est choisi par le nouveau Leader du parti, William Hague, comme secrétaire politique et rédacteur de discours.
Osborne est élu député de Tatton à la Chambre des Communes en 2001, puis nommé en 2004 secrétaire en chef du Trésor « fantôme » de Michael Howard. Il est promu en 2005 chancelier de l'Échiquier « fantôme » par Howard, et confirmé par son successeur, David Cameron. Le 11 mai 2010, George Osborne est nommé chancelier de l'Échiquier dans le cabinet formé par Cameron après le retour au pouvoir du Parti conservateur.
Fin 2013, alors que la croissance du Royaume-Uni remonte (de 1,4 %), que le chômage diminue dans le secteur privé, mais augmente dans le secteur public (pour chaque poste supprimé dans le secteur public, trois ont été créés dans le privé) et que le déficit se réduit, George Osborne se félicite du succès de la politique d'austérité menée par le gouvernement depuis trois ans. Il annonce en outre 3,6 milliards de nouvelles coupes budgétaires d'ici 2014, atteignant le niveau de dépense publique le plus bas depuis l'après-Seconde Guerre mondiale, et que l'âge de départ à la retraite sera repoussé à 68 ans dans les années 2030 et 69 ans dans les années 2040. En outre, les futures dépenses sociales seront plafonnées chaque année. Cette politique a entrainé à plus long terme divers effets négatifs comme le recul des services publics et des investissements dans les infrastructures.
Lors du débat sur le Brexit, il prend position en faveur du maintien du Royaume-Uni dans l'Union européenne. Après le vote des Britanniques pour le départ du pays de l'UE, il renonce à briguer la succession du Premier ministre démissionnaire David Cameron, estimant ne pas être « le mieux placé pour donner à [s]on parti l'unité dont il a besoin ».
Le 13 juillet 2016, Cameron quitte sa fonction de Premier ministre, ce qui met fin à son gouvernement. Un communiqué officiel annonce qu'Osborne avait préféré démissionner quelques heures auparavant. Philip Hammond le remplace aux Finances.
Le 1er février 2017, il rejoint le think tank du gérant d'actifs BlackRock.
En avril 2017, il annonce qu'il quitterait la politique lors des élections générales cette année.
En mai 2017, il devient rédacteur en chef du quotidien Evening Standard.
Il participe à la réunion du groupe Bilderberg de 2013, 2014, 2015, 2017,,,,.
En 2021, il devient président du British Museum.